# Nicole El Karoui

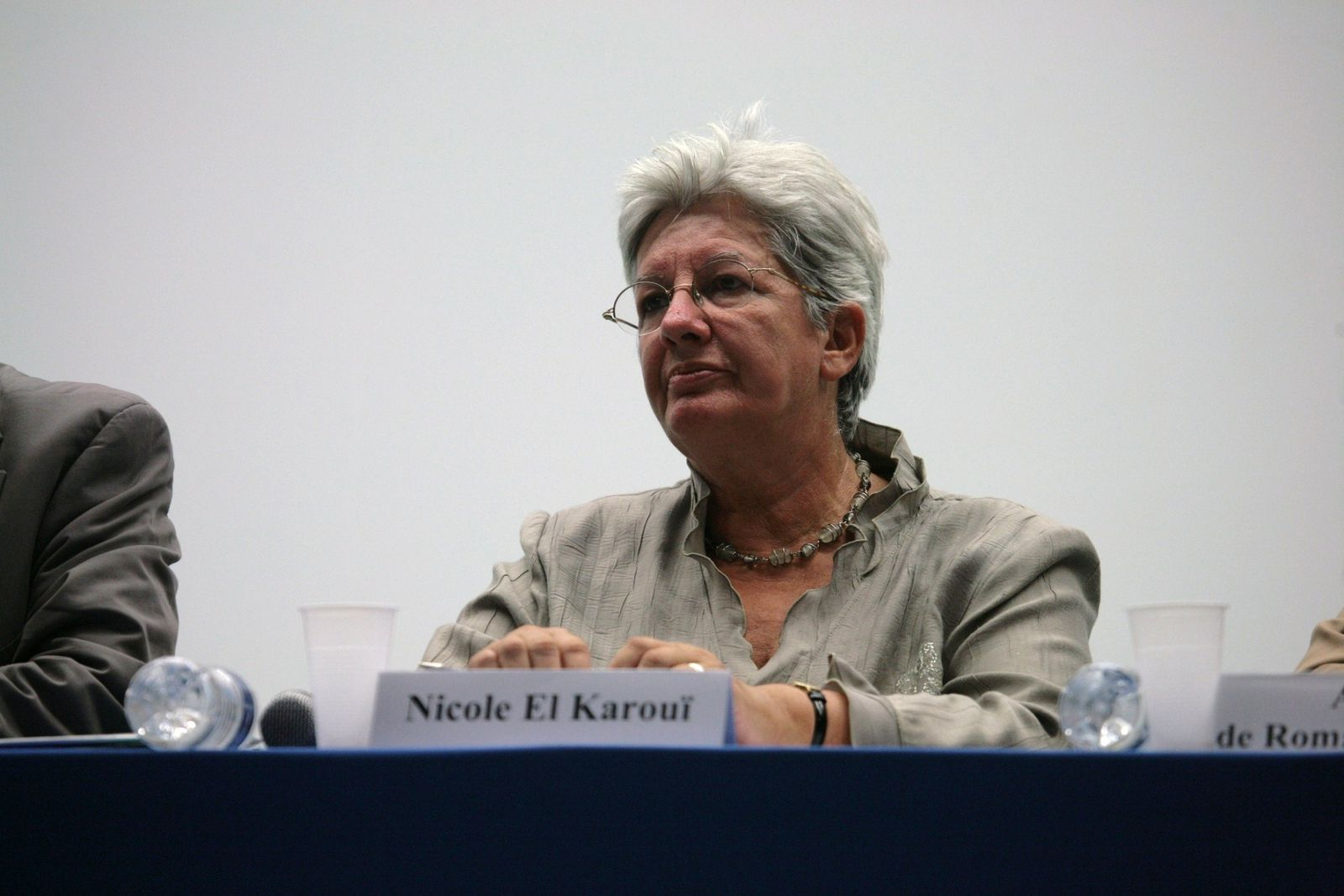
Nicole El Karoui 2008

Nicole El Karoui (* als Nicole Schvartz, 29. Mai 1944 in Paris) ist eine französische Mathematikerin, die sich mit Finanzmathematik und Stochastik befasst.

## Leben
Nicole Schvartz ist die Tochter des Ingenieurs Jean-René Schvartz und der Russischlehrerin Denise Jost. Als drittes Kind und erste Tochter einer achtköpfigen Familie ist sie zunächst „petite aile“, dann Pfadfinderin bei der Fédération française des éclaireuses, später schreibt sie sich bei der „Fédé“, der protestantischen Studentenvereinigung, ein. Nach Abschluss der Classe préparatoire am Lycée Poincaré in Nancy, Frankreich, studierte sie ab 1964 an der École normale supérieure de jeunes filles in Paris, erhielt 1967 die Agrégation in Mathematik und wurde 1971 an der Universität Paris VI bei Jacques Neveu promoviert. 1968 bis 1973 war sie Assistentin an der Universität Paris in Orsay. Sie lehrte ab 1973 als Professorin an der Université du Maine in Le Mans, ab 1979 war sie Professorin an der École normale supérieure de Fontenay-aux-Roses, wurde nach einem Sabbatjahr bei einer Bank 1988 Professorin an der Universität Paris VI (Pierre et Marie Curie) und ist seit 1997 Professorin an der École polytechnique und dort Direktorin der Abteilung Angewandte Mathematik.
Im Jahr 1988 wandte sie sich anlässlich eines Sabbatjahrs bei einer Bank der Finanzmathematik zu und gründete mit Hélyette Geman 1990 einen Kurs über Finanzmathematik (DEA Abschluss) an der École Polytechnique und der Universität Paris VI (heute Probability & Finance, das sie mit Marc Yor und Gilles Pagès leitet), der zu einem führenden Ausbildungsplatz für Finanzmathematiker (Quants) wurde insbesondere was den Handel mit Optionen betrifft. Sie leitet die Financial Modeling Group an der École Polytechnique. Außerdem ist sie seit 2008 zusätzlich Professorin an der Universität Paris VI.
El Karoui hat die französische und tunesische Staatsbürgerschaft. Sie war mit einem Professor für islamische Rechtsanthropologie an der Sorbonne verheiratet und hat fünf Kinder, darunter der der Professor für Nierenheilkunde Khalil El Karoui, der Mathematiker Noureddine El Karoui, der Essayist Hakim El Karoui, die Mikrobiologin Meriem El Karoui.

## Wirken
El Karoui befasste sich mit stochastischer Kontrolle, Backward Stochastic Differential Equations (BSDE, eingeführt von Shige Peng) und deren Anwendungen in der Finanzmathematik, stochastischer Modellierung in der Finanzmathematik wie Robustheit der Black-Scholes-Formel, Preisfindung für komplexe Derivate, Kreditrisiken.
Sie war eingeladene Sprecherin auf dem Internationalen Mathematikerkongress 2002 in Peking (Measuring and Hedging Financial Risks in Dynamical World). Sie ist Ritter der Ehrenlegion.

## Schriften
- Les aspects probabilistes en contrôle stochastique, in: École d'été de Probabilités de Saint-Flour IX - 1979, Springer, Lecture Notes in Mathematics 876, 1981, S. 73–238 (Reprint in Stochastic filtering at Saint-Flour, Springer 2012)
- mit Laurent Mazliak (Hrsg.): Backward stochastic differential equations, Pitman Research Notes in Mathematics, Harlow: Longman 1997 (Vorlesungen Universität Paris VI 1995/96)
- mit Marie-Claire Quenez: Dynamic Programming and Pricing of Contingent Claims in an Incomplete Market, SIAM Journal of Control and Optimization, Band 33, 1995, S. 29–66
- mit Monique Jeanblanc, Steven Shreve: Robustness of the Black and Scholes Formula, Mathematical Finance, Band 8, 1998, S. 93–126.
- mit Marie-Claire Quenez, Shige Peng: Backward Stochastic Differential Equations in Finance, Mathematical Finance, Band 7, 1997, S. 1–71.
- mit Helyette Geman, Jean-Charles Rochet: Changes of Numeraire, Changes of Probability Measure and Option Pricing, Journal of Applied Probability, Band 32, 1995, S. 443–458
- mit R. Rouge: Prizing via utility maximization and entropy, Mathematical Finance, Band 10, 2000, S. 259–276